# Cantonul Saint-Amand-les-Eaux-Rive gauche
Cantonul Saint-Amand-les-Eaux-Rive gauche este un canton din arondismentul Valenciennes, departamentul Nord, regiunea Nord-Pas-de-Calais, Franța.

## Comune
- Bousignies
- Brillon
- Lecelles
- Maulde
- Millonfosse
- Nivelle
- Rosult
- Rumegies
- Saint-Amand-les-Eaux (Sint-Amands-aan-de-Skarpe) (parțial, reședință)
- Sars-et-Rosières
- Thun-Saint-Amand